# The Double-Topped Trunk
The Double-Topped Trunk è un cortometraggio muto del 1917 diretto e interpretato da Allen J. Holubar (Allen Holubar)

## Produzione
Il film fu prodotto dall'Universal Film Manufacturing Company.

## Distribuzione
Distribuito dall'Universal Film Manufacturing Company, il film - un cortometraggio in una bobina - uscì nelle sale cinematografiche statunitensi il 1º luglio 1917.